# Carauari
Carauari là một đô thị thuộc bang Amazonas, Brasil. Đô thị này có diện tích 25767,35 km², dân số năm 2007 là 24663 người, mật độ 0,96 người/km².